# RAF Wildenrath

i7
i11
i13
Die britische Royal Air Force betrieb von 1952 bis 1992 einen Militärflugplatz bei Wildenrath, einem Stadtteil von Wegberg im Kreis Heinsberg in Nordrhein-Westfalen, westlich von Mönchengladbach, rund 40 Kilometer westlich von Düsseldorf. Die Royal Air Force Station Wildenrath, kurz RAF Wildenrath, (bis 1990 IATA-Code: WID, ICAO-Code: EDUW) war neben RAF Brüggen, RAF Laarbruch, RAF Geilenkirchen und RAF Nörvenich die erste von insgesamt fünf sogenannter Clutch Stations, neu gebauten RAF-Stützpunkten nahe der Grenze zu den Niederlanden und somit möglichst weit entfernt von der damals angenommenen Frontlinie an der innerdeutschen Grenze, dem Eisernen Vorhang.

## Geschichte

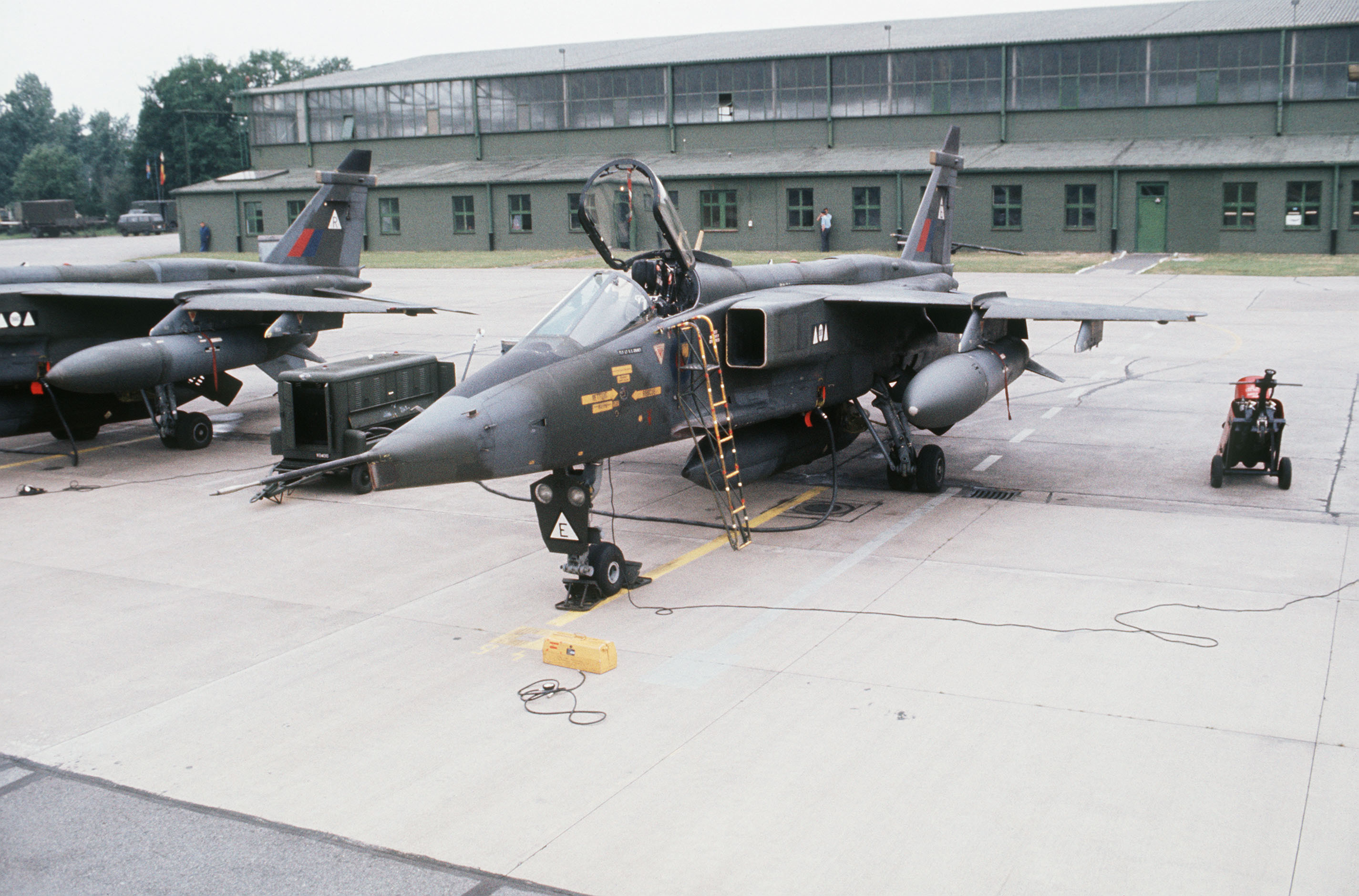
SEPECAT Jaguar in Wildenrath

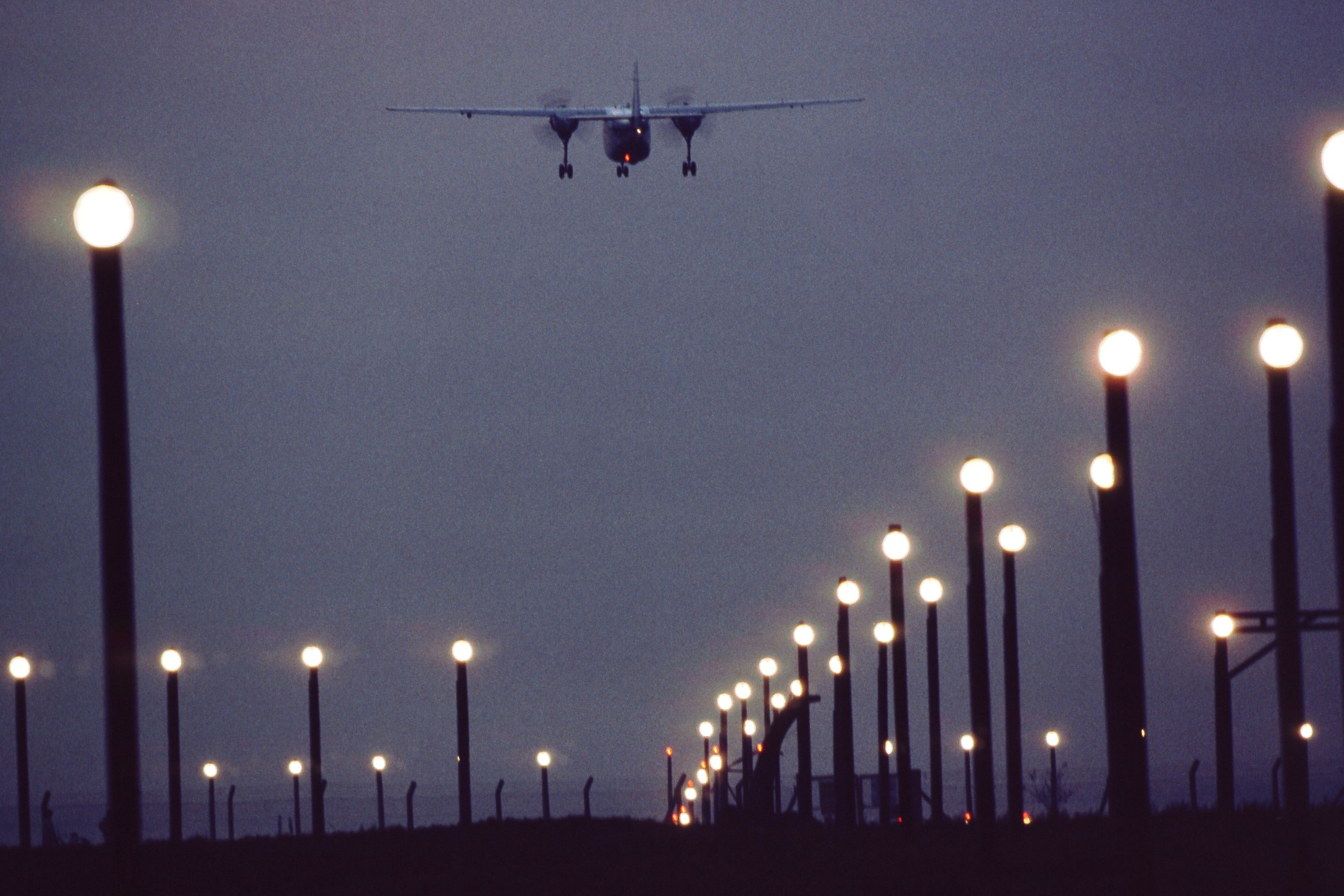
Die ehemalige Einflugschneise mit Befeuerung; Blick von Tüschenbroich in westliche Richtung

Mit Beginn des Kalten Krieges war klar, dass die als Besatzungsmacht seit 1945 in Nordwestdeutschland stationierte British Air Force of Occupation längerfristig in der Bundesrepublik stationiert bleiben würde. Die RAF stützte sich in den ersten Jahren nach Kriegsende auf verschiedene meist ehemalige Fliegerhorste der früheren Luftwaffe, von denen sich einige nur wenige Flugminuten vom „Eisernen Vorhang“ entfernt befanden.
Man beschloss, die Flugzeuge möglichst weit von der innerdeutschen Grenze entfernt im britischen Sektor an der niederländischen Grenze zu stationieren. So begannen die Bauarbeiten 1950 mit der Rodung von Waldflächen. Es entstand eine Start- und Landebahn von 1830 Meter Länge. Diese wurde später noch einmal um 610 Meter verlängert, damit auch Transportflugzeuge, Bomber, Tank- oder Aufklärungsflugzeuge wie Lockheed C-130 Hercules, Avro Vulcan, Handley Page Victor oder British Aerospace Nimrod starten und landen können. Die Station sollte neben ihrer Funktion als Kampfflugzeugbasis auch als Umschlagstützpunkt für Truppen- und Frachttransporte verwendet werden.
Neben dem Flugplatz wurde eine Wohnsiedlung mit 180 Gebäuden gebaut, welche genau wie das restliche Flugplatzgelände im Wald versteckt war. Das gesamte Gelände war mit Stacheldraht umzäunt und wurde von motorisierten, berittenen und Hundeführer-Patrouillen streng bewacht. Der Zutritt für Zivilisten war nur auf Einladung von Militärangehörigen möglich. Ranghohe Offiziere sowie zivile Angestellte (zum Beispiel Meteorologen) konnten in einer von zwei Wohnsiedlungen innerhalb des Dorfes wohnen. Allerdings wurden auch hier starke Sicherheitsvorkehrungen getroffen, so patrouillierte beispielsweise die britische Militärpolizei im Halbstundentakt. Jeden Morgen wurden beide Siedlungen von einem Spezialteam nach Bomben abgesucht, mit Spiegeln an langen Stäben wurde in allen Mülltonnen und unter den Autos gesucht, besonders nach einem Mordanschlag zweier IRA-Mitglieder auf einen Corporal der RAF und seine Tochter im benachbarten Wildenrath am 26. Oktober 1989.
Im Frühjahr 1952 begann der Flugbetrieb und nach wenigen Wochen war die neue Station Heimat von drei bisher in RAF Gütersloh liegenden Staffeln Vampire FB.5. Im März 1953 trafen die ersten Sabre F4 in Wildenrath ein. Es waren die ersten Sabres überhaupt im Kommandobereich der 2. Tactical Air Force, die Station war daher zunächst Heimat des Umschulungsverbandes auf den neuen Flugzeugtyp, der Sabre Conversion Flight. Im Mai wurden dann die ersten beiden Einsatzstaffeln aufgestellt.
In den ersten anderthalb Jahrzehnten nach ihrer Eröffnung beherbergte die Station aber hauptsächlich nuklear bestückbare Canberra PR7/B(I)8, anfangs eine, später zwei Staffeln. Im Jahr 1970 wurden drei Staffeln, die 3., 4. und 20. Squadron, Senkrechtstarter Harrier hier stationiert, die 1976 auf den näher an den innerdeutschen Grenze liegenden Stützpunkt RAF Gütersloh verlegt wurden. Im Gegenzug kamen im gleichen Jahr die beiden bisher in Gütersloh liegenden Abfangjägerstaffeln, die 19. und die 92. Squadron, nach Wildenrath, wo sie jedoch die Phantom FGR.2 einsetzten. Diese stellten bis zur deutschen Wiedervereinigung die Quick-Reaction-Alert-Bereitschaft für Nordwestdeutschland. Der letzte Flugtag mit der britischen Kunstflugstaffel Red Arrows fand am 22. August 1988 statt.
Angeblich wurden zeitweise auf dem Flugplatz Wildenrath sowohl taktische als auch strategische Nuklearwaffen gelagert, die offiziell dem benachbarten RAF Brüggen zugeordnet wurden.
Im Jahr der deutschen Wiedervereinigung, 1990, veröffentlichte die Regierung des Vereinigten Königreiches ein erstes Truppenreduzierungsprogramm nach dem Fall des „Eisernen Vorhangs“. Die RAF Germany wurde in Folge halbiert, wobei RAF Wildenrath als erste Station 1992 geschlossen wurde, nachdem die Phantoms die Station bereits 1991 verlassen hatten.
Auch die Rheinarmee nutzte die Basis: Als letzte fliegende Einheit lag hier die 12 Flight des Army Air Corps (AAC), deren Ursprünge auf die 1912. Light Liaison Flight der RAF zurückgeht, die seit Dezember 1954 in Wildenrath stationiert war. Mit ihren vier Gazelle AH.1 Hubschraubern verlegte sie im Juni 1992 nach RAF Brüggen.

## Zivile Nachnutzung
In den ersten Jahren nach Rückgabe der Liegenschaft durch die RAF Germany wurde das riesige Areal des ehemaligen Flugplatzes als Musikfestivalgelände genutzt. Im Jahr 1993 fand darauf das dreitägige Rockkonzert Rock over Germany statt. In den folgenden zwei Jahren wurde hier das Summerjam, ein Reggae-Festival, veranstaltet. Einer der großen Wartungshangars Hangar 5 wurde noch bis 2001 für größere überregionale Veranstaltungen, unter anderem Partys des WDR-Jugendsenders 1 Live, genutzt.
Heute befindet sich auf Teilen des Geländes, nach erfolgreicher Konversion, der Gewerbe- und Industriepark Wegberg-Wildenrath, unter anderem mit dem Siemens-Prüfcenter Wegberg-Wildenrath für Schienenfahrzeuge. Einige alte Shelter und Hangars sowie etwa ein Drittel der ursprünglichen Start- beziehungsweise Landebahn bestehen heute noch und werden von Fußgängern und der Natur zurückerobert.

## Zwischenfälle
Von 1953 bis zur Schließung November 1992 kam es am Flugplatz Wildenrath und in seiner näheren Umgebung zu 21 Totalschäden von Flugzeugen. Dabei kamen 5 Menschen ums Leben. Beispiel:
- Am 16. Mai 1980 wurde eine Percival Pembroke C.1 der Royal Air Force (Luftfahrzeugkennzeichen XL953) auf dem Militärflugplatz RAF Wildenrath bei einem Hangarbrand zerstört. Es gab keine Todesfälle. Dies war der letzte bekannt gewordene Totalschaden einer Percival Pembroke.[4]